# Tibouchina reitzii
Tibouchina reitzii là một loài thực vật có hoa trong họ Mua. Loài này được Brade miêu tả khoa học đầu tiên năm 1960.